# Krajský přebor – Olomouc 1952
Krajský přebor – Olomouc 1952 byl jednou z 20 skupin 2. nejvyšší fotbalové soutěže v Československu. V soutěži se utkalo 12 týmů každý s každým dvoukolovým systémem jaro–podzim. Tento ročník začal na jaře 1952 a skončil v neděli 28. září téhož roku. Vítězné mužstvo Zory Olomouc (Hodolany) následně neuspělo v kvalifikačním turnaji krajských přeborníků o postup do Přeboru československé republiky 1953 (I. liga).

## Konečná tabulka
Zdroj: 
| Poř. | Tým                        | Z  | V  | R | P  | VG | OG  | B  |
| ---- | -------------------------- | -- | -- | - | -- | -- | --- | -- |
| 1.   | ZSJ Zora Olomouc           | 22 | 16 | 2 | 4  | 75 | 25  | 34 |
| 2.   | ZSJ ČSSZ Prostějov         | 22 | 14 | 4 | 4  | 72 | 39  | 32 |
| 3.   | ZSJ OZJW Prostějov         | 22 | 14 | 3 | 5  | 55 | 35  | 31 |
| 4.   | ZSJ HŽ Prostějov (N)       | 22 | 13 | 1 | 8  | 66 | 48  | 27 |
| 5.   | JTO Sokol Chválkovice (N)  | 22 | 9  | 5 | 8  | 55 | 48  | 27 |
| 6.   | ZSJ Meopta Přerov          | 22 | 10 | 2 | 10 | 55 | 52  | 22 |
| 7.   | ZSJ MŽ Olomouc             | 22 | 9  | 2 | 11 | 52 | 46  | 20 |
| 8.   | JTO Sokol Kostelec na Hané | 22 | 8  | 4 | 10 | 47 | 43  | 20 |
| 9.   | ZSJ ZVIL Uničov (N)        | 22 | 8  | 3 | 11 | 58 | 62  | 19 |
| 10.  | ZSJ TOS Lipník nad Bečvou  | 22 | 9  | 1 | 12 | 53 | 65  | 19 |
| 11.  | JTO Sokol Litovel (N)      | 22 | 4  | 1 | 17 | 33 | 90  | 9  |
| 12.  | ZSJ Doprava Přerov         | 22 | 3  | 2 | 17 | 35 | 103 | 8  |

Poznámky:
- Z = Odehrané zápasy; V = Vítězství; R = Remízy; P = Prohry; VG = Vstřelené góly; OG = Obdržené góly; B = Body

Zkratky:
- ČSSZ = Československé stavební závody; HŽ = Hanácké železárny; JTO = Jednotná tělovýchovná organisace; MŽ = Moravské železárny; OZJW = Oděvní závody Jiřího Wolkera; TOS = Továrny obráběcích strojů; ZSJ = Závodní sokolská jednota; ZVIL = Závody Vladimira Iljiče Lenina

|  | Sestup do skupin Krajské soutěže – Olomouc 1953 (IV. liga) |